# Мыдмас
Мыдмас — река в России, протекает в Удорском районе Республике Коми. Устье реки находится в 21 км по левому берегу реки Ёртом. Длина реки — 100 км, площадь водосборного бассейна — 736 км².

## Данные водного реестра
По данным государственного водного реестра России относится к Двинско-Печорскому бассейновому округу, водохозяйственный участок реки — Мезень от истока до водомерного поста у деревни Малонисогорская. Речной бассейн реки — Мезень.
Код объекта в государственном водном реестре — 03030000112103000047108.

### Притоки
(км от устья)
- 4 км: ручей Дин-Ёль
- 32 км: река Пырзян
- 47 км: ручей Невотом-Ёль
- 55 км: река Пож
- 66 км: ручей Пыжа-Пом-Юль